# ياماغاتا (محافظة)
محافظة ياماغاتا (باليابانية:  山形، ياتاماغا كن) هي محافظة في اليابان. وهي تقع في منطقة توهوكو، وعاصمتها مدينة ياماغاتا.

## المناخ
يظهر الجدول التالي التغييرات المناخية على مدار السنة لياماغاتا:
| البيانات المناخية لـياماغاتا           | البيانات المناخية لـياماغاتا | البيانات المناخية لـياماغاتا | البيانات المناخية لـياماغاتا | البيانات المناخية لـياماغاتا | البيانات المناخية لـياماغاتا | البيانات المناخية لـياماغاتا | البيانات المناخية لـياماغاتا | البيانات المناخية لـياماغاتا | البيانات المناخية لـياماغاتا | البيانات المناخية لـياماغاتا | البيانات المناخية لـياماغاتا | البيانات المناخية لـياماغاتا | البيانات المناخية لـياماغاتا |
| الشهر                                  | يناير                        | فبراير                       | مارس                         | أبريل                        | مايو                         | يونيو                        | يوليو                        | أغسطس                        | سبتمبر                       | أكتوبر                       | نوفمبر                       | ديسمبر                       | المعدل السنوي                |
| -------------------------------------- | ---------------------------- | ---------------------------- | ---------------------------- | ---------------------------- | ---------------------------- | ---------------------------- | ---------------------------- | ---------------------------- | ---------------------------- | ---------------------------- | ---------------------------- | ---------------------------- | ---------------------------- |
| الدرجة القصوى °م (°ف)                  | 18.1 (64.6)                  | 17.3 (63.1)                  | 23.7 (74.7)                  | 33.3 (91.9)                  | 33.4 (92.1)                  | 35.6 (96.1)                  | 40.8 (105.4)                 | 38.9 (102.0)                 | 36.1 (97.0)                  | 32.3 (90.1)                  | 26.9 (80.4)                  | 20.1 (68.2)                  | 40.8 (105.4)                 |
| متوسط درجة الحرارة الكبرى °م (°ف)      | 3 (37)                       | 4 (39)                       | 8 (46)                       | 16 (61)                      | 22 (72)                      | 25 (77)                      | 28 (82)                      | 30 (86)                      | 25 (77)                      | 19 (66)                      | 12 (54)                      | 6 (43)                       | 16 (61)                      |
| متوسط درجة الحرارة الصغرى °م (°ف)      | −4 (25)                      | −4 (25)                      | −1 (30)                      | 4 (39)                       | 10 (50)                      | 15 (59)                      | 19 (66)                      | 20 (68)                      | 16 (61)                      | 9 (48)                       | 3 (37)                       | −1 (30)                      | 7 (45)                       |
| أدنى درجة حرارة °م (°ف)                | −20.0 (−4.0)                 | −19.0 (−2.2)                 | −15.5 (4.1)                  | −7.3 (18.9)                  | −1.8 (28.8)                  | 3.0 (37.4)                   | 6.7 (44.1)                   | 8.4 (47.1)                   | 3.0 (37.4)                   | −2.4 (27.7)                  | −7.2 (19.0)                  | −15.0 (5.0)                  | −20.0 (−4.0)                 |
| الهطول مم (إنش)                        | 75 (3.0)                     | 70 (2.8)                     | 67 (2.6)                     | 68 (2.7)                     | 81 (3.2)                     | 103 (4.1)                    | 144 (5.7)                    | 149 (5.9)                    | 134 (5.3)                    | 76 (3.0)                     | 81 (3.2)                     | 77 (3.0)                     | 1٬125 (44.3)                 |
| متوسط تساقط الثلوج سم (إنش)            | 163 (64)                     | 147 (58)                     | 71 (28)                      | 3 (1.2)                      | 0 (0)                        | 0 (0)                        | 0 (0)                        | 0 (0)                        | 0 (0)                        | 0 (0)                        | 12 (4.7)                     | 92 (36)                      | 491 (193)                    |
| المصدر: وكالة الأرصاد الجوية اليابانية |                              |                              |                              |                              |                              |                              |                              |                              |                              |                              |                              |                              |                              |

## توأمة
لياماغاتا (محافظة) اتفاقيات توأمة مع كل من:
- كولورادو
- هيلونغجيانغ
- بابوا

## معرض صور

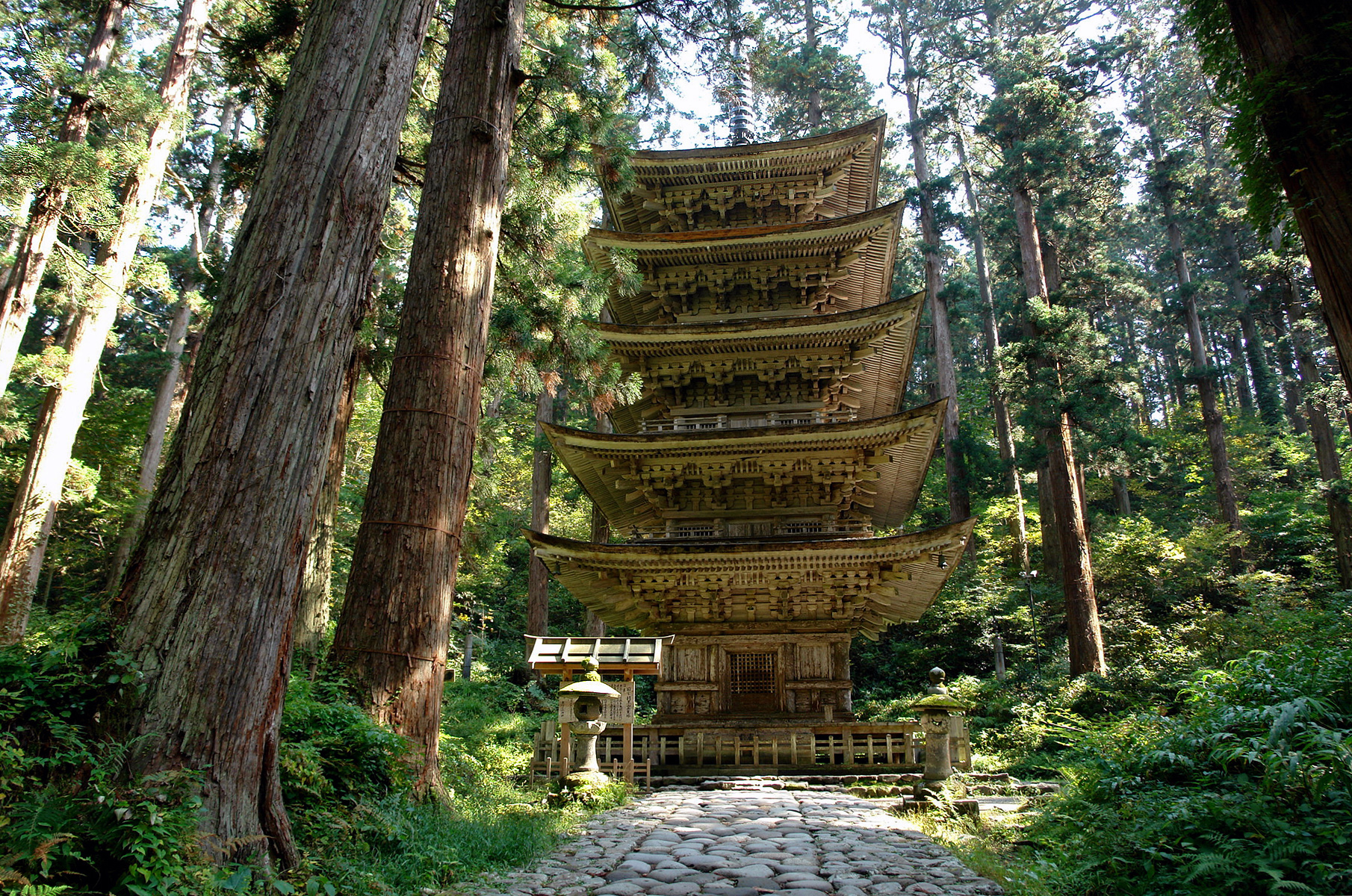
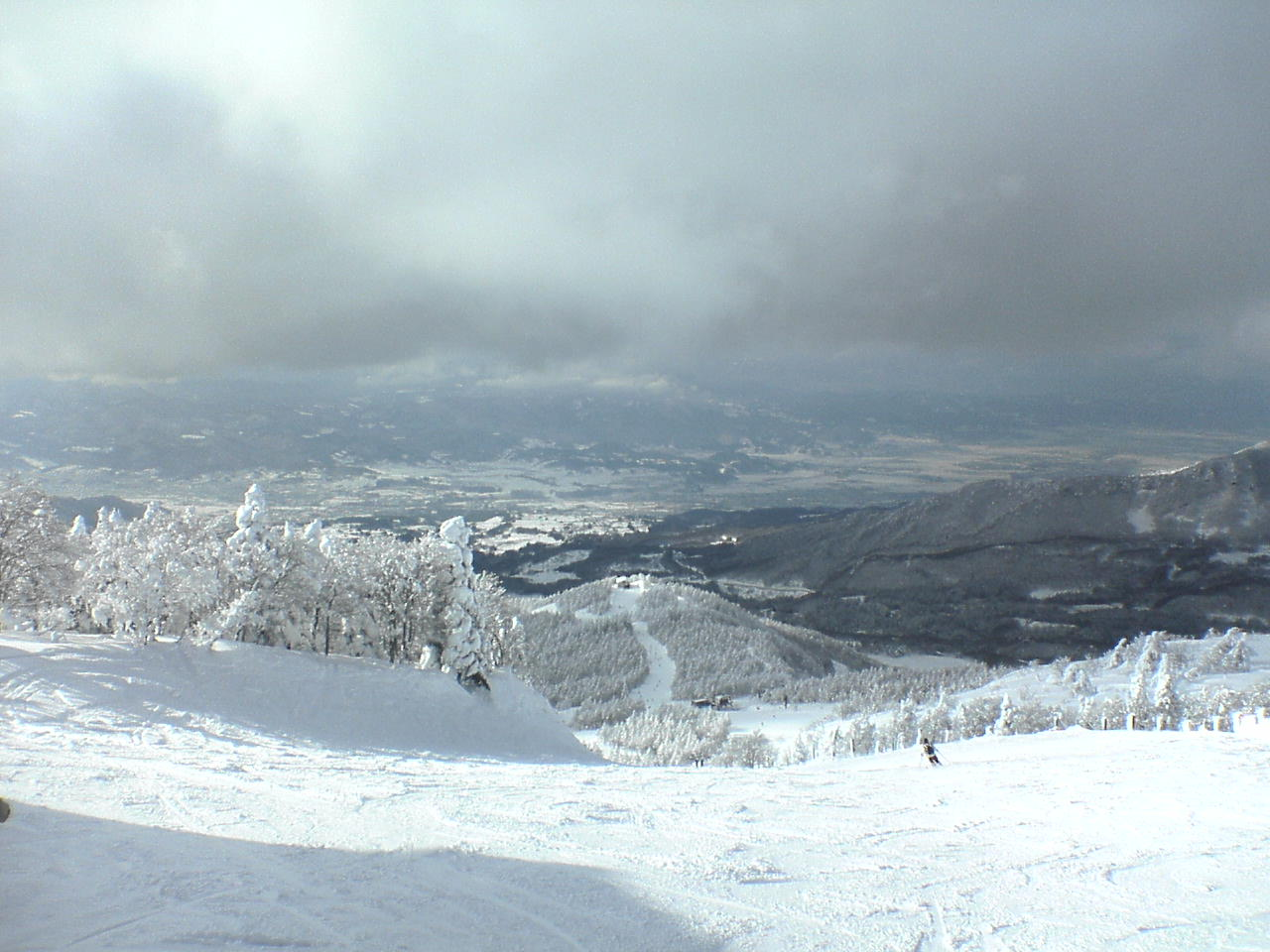
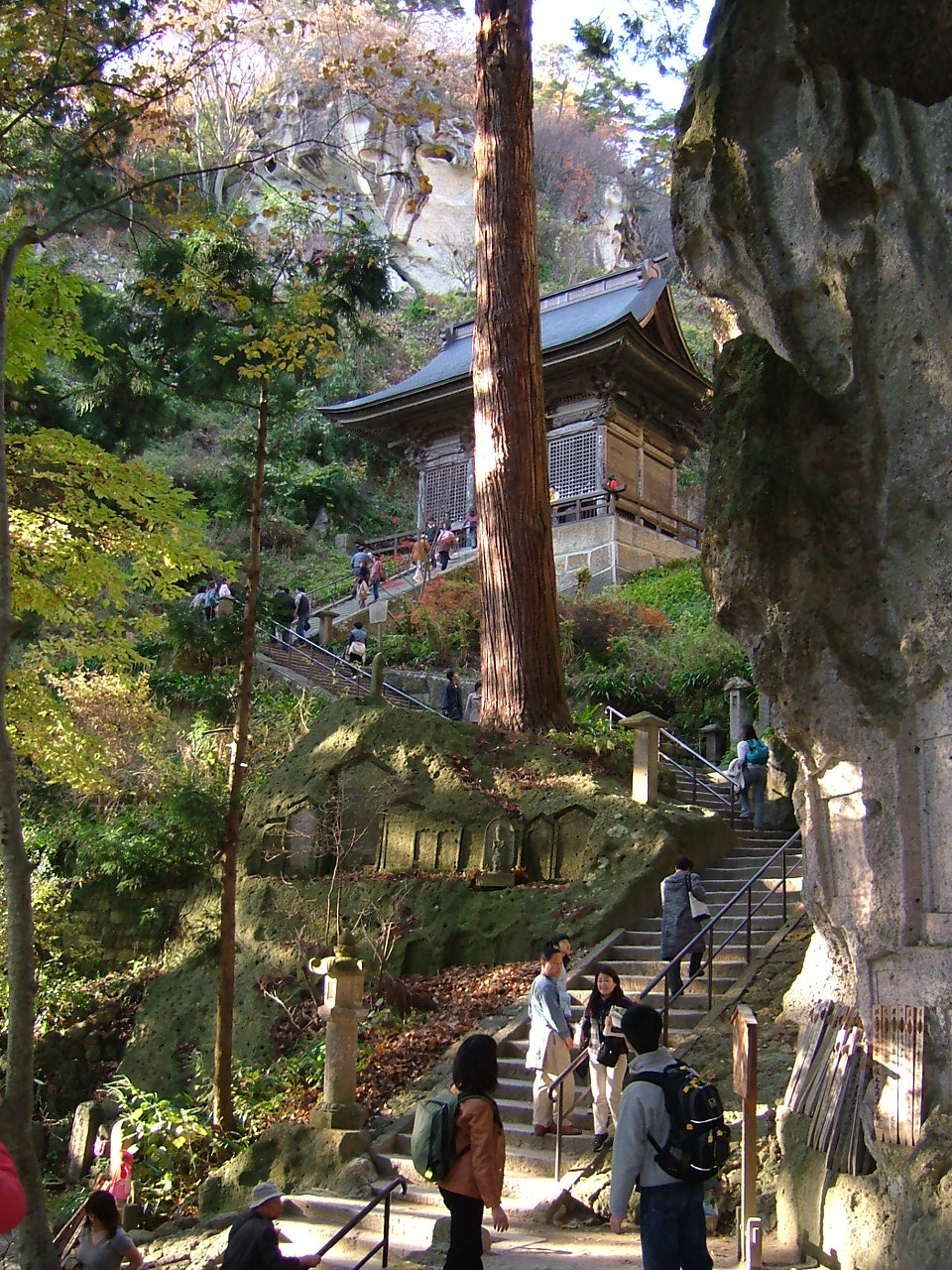

## أعلام
في سابقة تاريخية في الـ ١٨ يوليو/تموز ٢٠٢١م، انتخبت بلدة شوناي اليابانية رجل عربي مسلم مصري المولد يحمل الجنسية اليابانية ويدعى “نور الدين سلطان”، بعدما فاز بانتخابات محلية لملء مقعد شاغر في مجلس محافظة ياماغاتا ب ٥,٠٠٠ صوت.
- تشوإيهإي ساتو